# 莱鲁瓦斯
莱鲁瓦斯（法語：Les Roises，法語發音：[le ʁwaz]）是法国默兹省的一个市镇，位于该省东南部，属于科梅尔西区。

## 地理
莱鲁瓦斯（48°27'20"N, 5°38'28"E）面积3.92 平方千米，位于法国大東部大區默兹省，该省份为法国西北部内陆省份，北与比利时接壤，西接马恩省和阿登省，南至上马恩省和孚日省，东临默尔特-摩泽尔省。
与莱鲁瓦斯接壤的市镇（或旧市镇、城区）包括：上武通、瑟罗蒙、上沃德维尔、栋雷米拉皮塞勒、格勒。

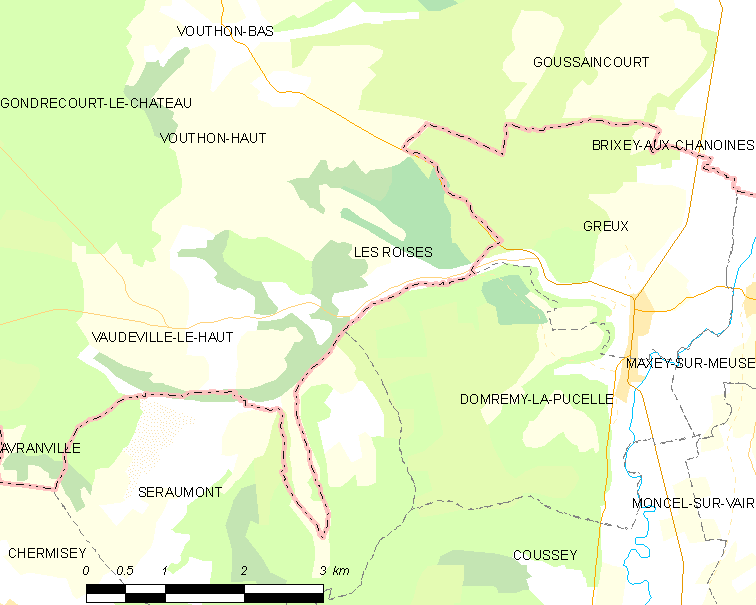
莱鲁瓦斯的OSM定位图

莱鲁瓦斯的时区为UTC+01:00、UTC+02:00（夏令时）。

## 行政
莱鲁瓦斯的邮政编码为55130，INSEE市镇编码为55436。

## 政治
莱鲁瓦斯所属的省级选区为利尼昂巴鲁瓦县。

## 人口

1962-2008年间莱鲁瓦斯人口变化图示

莱鲁瓦斯于2022年1月1日时的人口数量为27人。